# 蘇鐵綺灰蝶
蘇鐵綺灰蝶（学名：Chilades pandava）是綺灰蝶屬的一種蝴蝶。分布於臺灣者屬於亞種ssp. peripatria。此種雄蝶背面為藍紫色、雌蝶藍色且範圍較小，腹面底色淡褐色，並布有深褐色或黑色斑點。本種在臺灣以臺東蘇鐵為原生寄主，原本僅分佈於臺東低海拔原始林，但由於臺灣大量引進外來種的蘇鐵園藝植物，本種也大量擴散至臺灣各地，即使是都市環境也能見到本種棲息，幼蟲取食蘇鐵嫩葉，為多世代的種類，另有別稱為「東陞蘇鐵小灰蝶」。臺灣以外也分布於東洋區，但近年來已入侵非洲區、舊北區東部等地。

## 描述
本種為小型灰蝶，具雌雄二型性。軀體背面暗褐，腹面白色。雄蝶頭部有白色條紋，觸角黑褐具白環，下唇鬚白但末端褐色，第三節細長，胸腹背面黑褐、腹面白，足為白色帶褐紋，前足跗節癒合、末端下彎尖銳。雌蝶前足跗節不癒合。
前翅長10-16 mm，呈三角形略具弧度，後翅圓形，CuA2脈末具尾突。雄蝶翅背面為具金屬光澤的紫色，邊緣有細黑邊，後翅外緣有一列黑褐色斑點，其中CuA2室最為明顯。雌蝶翅面黑褐區較寬，具藍色紋，後翅外緣有白色弦月紋與圈紋列。
翅腹面底色淺黃褐至灰白色，具一列鑲白邊的深色斑點與帶紋，前緣斑點黑色，後翅亞基部有數枚黑斑，亞外緣帶紋由弦月紋與斑點組成，皆鑲白邊。CuA1與CuA2室末端具黑斑、橙黃或橙紅色弦月紋及帶金屬光澤綠鱗之黑點。緣毛為白色或夾褐色。

## 分佈
原產東洋區，現已擴散至多個地區。臺灣原分布於臺東蘇鐵棲地，現遍及全島；臺灣族群屬亞種 ssp. peripatria，金門則為承名亞種。

## 棲地
棲息於有幼蟲寄主植物生長或種植的地方，包括都市地區。一年繁殖多代，成蝶飛行靈活，喜愛訪花，幼蟲以蘇鐵的新芽與嫩葉為食。

## 亞種
- Luthrodes pandava pandava
- Luthrodes pandava vapanda (Semper, 1899) (菲律賓)
- Luthrodes pandava lanka (Evans, 1925) (斯里蘭卡)
- Luthrodes pandava peripatria (Hsu, 1989) (台灣、中國東部、沖繩)

## 外部連結
- 维基共享资源上的相關多媒體資源：蘇鐵綺灰蝶